# Довгоносик грушевий
'Довгоносик грушевий  (Rhynchites giganteus) — жук родини Ринхітид. Шкідник плодових культур з родини айстрових, найчастіше — груші. Личинка розвивається у недозрілих плодах.

## Назва
Інколи жука називають великим грушевим довгоносиком, казаркою великою, ринхітом гігантським, а також трубкокрутом. Останнє припустиме, лише якщо вважати Rhynchitidae підродиною у родині Трубкокрутів (Attelabidae). Фахівці не дійшли одностайної згоди щодо рангу цього таксону.

## Зовнішній вигляд
Жук завдовжки 6,5–9 мм. Забарвлення мідно-червонувато-бронзове, із металево-зеленим полиском.
Основні ознаки:
- тіло вкрите довгими тонкими і не дуже густими влосками, які напівстирчать;
- голова вкрита крупними й густими цяточками;
- очі овальній й слабо опуклі;

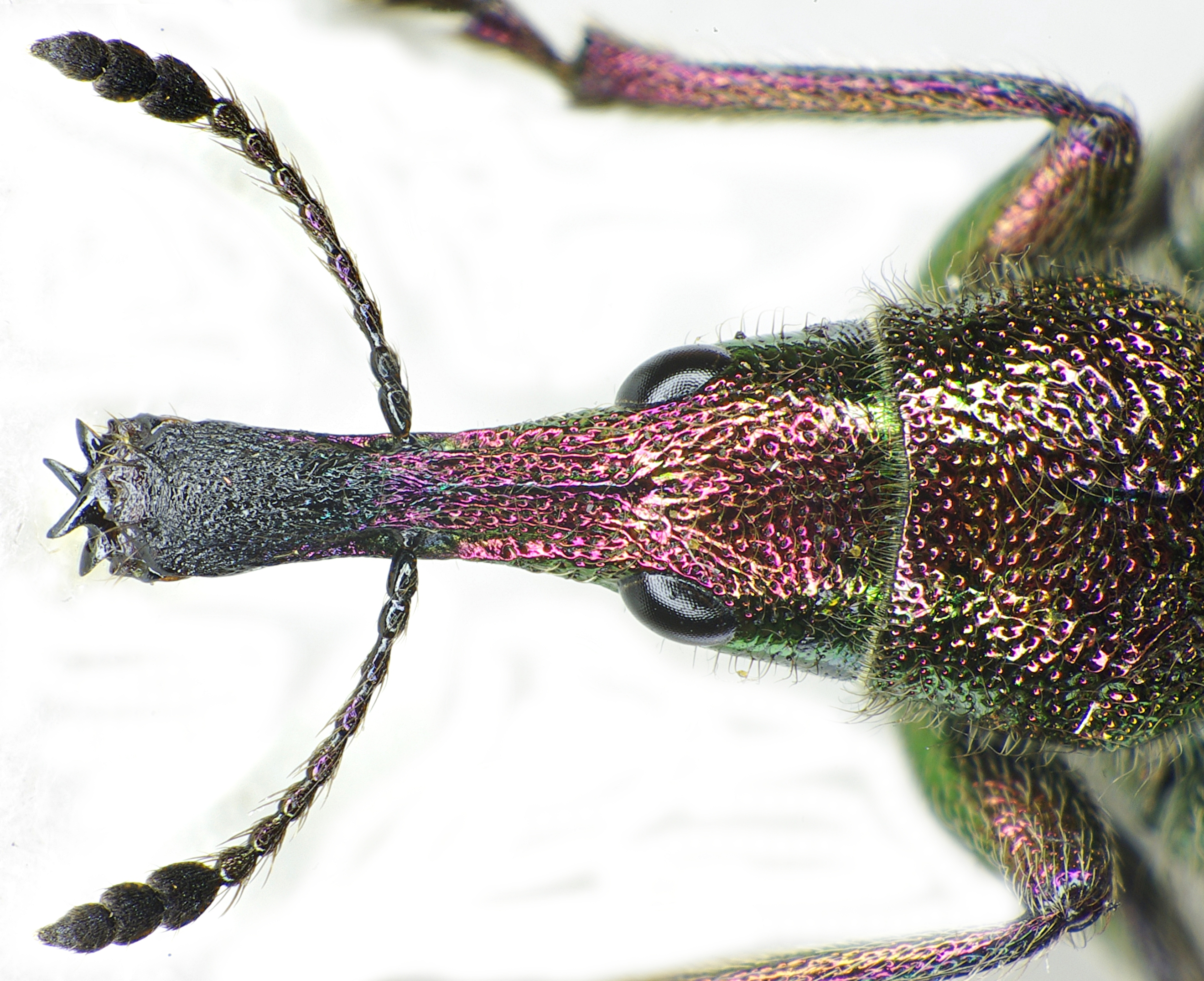
Головотрубка грушового довгоносика має тонкий повздовжній кіль посередині, який зникає до вершини

- вусики вкриті довгими волосками, які стирчать;
- довжина передньоспинки більша від її ширини, передньоспинка із перетяжкою біля вершини і повздовжним кілем посередині, який зникає до вершини;
- надкрила в 1,5 рази довші від ширини плеч, із глибокими поздовжніми точечними борозенками, проміжки між ними опуклі, і не ширші від самих борозенок і дещо зморшкуваті;
- щиток чотирьохкутний, із вдавленням посередині.

яйця білого кольору, завдовжки 0,9 міліметра. Личинка біла, С-подібна, безнога, 12–14 мм завдовжки, із світлими волосками на спинному боці. Лялечка біла, 7–9 мм завдовжки, на кінці черевця має два невеликі буруваті шипики, вершини яких стирчать назад, а кінці вигнуті одна до одної

## Спосіб життя
Зимує грушевий довгоносик у ґрунті, під корою дерев і в опалому листі. На поверхні з'являється рано навесні. Основна кормова рослина комахи — груша, хоча повний життєвий цикл може відбутися на яблуні, сливі, черешні, абрикосі навіть глоді .
Попервах жуки харчуються бруньками дерев. Перед цвітінням жуки гризуть бутони, потім квіти, зрештою переходять на недозрілі плоди. На їх поверхні вони вигризають досить глибокі й широкі ямки, канавки, які розмірами більші, ніж пошкодження від казарки.
Парування починається наприкінці травня і триває до третього тижня серпня. В один плід самиця відкладає до 14 яєць. Для цього вона попередньо вигризає невеличкі комірки. Відклавши яйце, вона вкриває його огризками шкірочки плоду. Потім вона підгризає плодоніжку, плід в'яне і зрештою падає. Через 8–9 днів з яйця з'являється личинка. Вона заглиблюється до насінної камери, з'їдає насіння, а потім харчується м'якістю плоду. Розвиток її у ньому триває близько місяця, потім вони виходить з опалого плоду, закопується у ґрунт, де будує комірку. У ній вона заляльковується восени. Жуки нового покоління, вийшовши з лялечки, лишаються у комірціі до весни.

## Поширення
Вид поширений по всій Західній Палеарктиці, за винятком Північної Африки та Середнього Сходу. В Україні зареєстрований в АР Крим і в 18 областях. Його не знаходили лише у Житомирській, Запорізькій, Кропивницькій, Миколаївській, Полтавській, Сумській, областях.

## Значення у природі та житті людини
Подібно до інших біологічних видів, букарка є невід'ємною ланкою природних екосистем, споживаючи рослинні тканини і стаючи здобиччю тварин — хижаків та паразитів. Однак у плодових садах жуки завдають чималої шкоди, особливо, коли їх чисельність і щільність досягає значних величин. Обтрушуючи дерева навесні, встановлюють чисельність жуків. Якщо вона завелика, із шкодочинністю жуків борються, оприскуючи дерева інсектицидами, звичайно в період виокремлення бутонів. У разі потреби обробку повторюють відразу після завершення цвітіння.